# Jean-Yves Liénard
Pour les articles homonymes, voir Liénard.
Jean-Yves Liénard, né le 20 août 1942 à Denain (Nord) et mort le 9 octobre 2018 à Versailles (Yvelines), est un avocat français.

## Biographie

### Famille, enfance et formation
Jean-Yves Liénard naît le 20 août 1942 à Denain (Nord).

### Carrière d'avocat
Puis, reçu au Certificat d'aptitude à la profession d'avocat (CAPA), il s'inscrit au Barreau de Versailles le 18 décembre 1974. Il est premier Secrétaire de la Conférence du stage, ayant remporté le concours d'éloquence. Il débute aux assises à Beauvais, souvent commis d'office.
Décrit comme l'avocat « des parrains, caïds et autres voyous », anarchiste déclaré, pénaliste et ne prenant pas de dossier de parties civiles, il a notamment pour clients Roland Dumas, Béatrice Dalle, les Frères Hornec, Bernard Tapie et Gérard Depardieu.
Il meurt le 9 octobre 2018 à Versailles (Yvelines),. Il est enterré au cimetière Notre-Dame de Versailles.